# Allen Newell
Allen Newell (* 19. März 1927 in San Francisco; † 19. Juli 1992 in Pittsburgh) war ein US-amerikanischer Informatiker und Kognitionspsychologe. Newell gilt als einer der Väter der künstlichen Intelligenz und der Kognitionswissenschaft.
Newell studierte Physik an der Stanford-Universität und Mathematik in Princeton. Von 1950 bis 1961 arbeitete er für den think-tank RAND Corporation. Inspiriert durch die Entwicklung der Computertechnik und die Formulierung der Kybernetik durch Norbert Wiener, begann er jedoch bald, sich für das maschinelle Problemlösen zu interessieren. Mit Herbert A. Simon zusammen entwickelte er einige der frühsten Programme der künstlichen Intelligenz.
Newell war Professor an der Carnegie Mellon University in Pittsburgh.
1972 wurde er in die American Academy of Arts and Sciences und die National Academy of Sciences gewählt.
Er wurde 1975 zusammen mit Herbert A. Simon mit dem Turing-Preis ausgezeichnet.
1992 starb er an Krebs.
Nach ihm ist der ACM-AAAI Allen Newell Award benannt.

## Frühe Arbeiten mit Herbert Simon
Newell entwickelt 1956 mit Herbert A. Simon den Logic Theorist. Dieses Programm war erstmals dazu in der Lage, eine Menge von logischen Theoremen zu beweisen. Konkret führte der Logic Theorist den Beweis von 38 Theoremen aus der Principia Mathematica von Bertrand Russell und Alfred North Whitehead. Dieses Ergebnis war ein Meilenstein der künstlichen Intelligenz, da gezeigt wurde, dass Programme zu Aktionen fähig sind, für die ein Mensch Intelligenz braucht.
Der General Problem Solver (GPS) war die nächste Entwicklung von Newell und Simon. Er konnte weitaus mehr Aufgaben lösen, als der Logic Theorist. Der GPS ist etwa dazu in der Lage, Theoreme zu beweisen und Spiele, wie Schach oder die Türme von Hanoi, zu spielen. Der GPS geht dabei ein Problem an, in dem er ein Hauptziel formuliert und anschließend eine Reihe von Zwischenzielen bestimmt, deren Erreichen nötig ist, um schließlich das Hauptziel zu erreichen. Doch trotz dieser Leistungen blieb der GPS auf Anwendungen in einem kleinen Gebiet beschränkt. Es war zudem ein Anwendungsgebiet, in dem viele Probleme alltäglicher Intelligenz keine Anwendungen hatten. In den Aufgaben, die der GPS lösen konnte, gab es etwa keine mehrdeutigen Informationen oder unvorhersehbaren Ereignisse.

## Soar
Mit Soar wollte Newell den Beginn einer einheitlichen Theorie menschlicher Kognition beschreiben. Soar ist eine kognitive Architektur, also ein Computerprogramm, das Modelle menschlicher kognitiver Fähigkeiten zusammenführt und realisiert. Bei Soar werden die Ergebnisse der modernen Kognitionspsychologie, soweit formal darstellbar, in das Programm integriert. Dabei wächst das Modell mit dem Anstieg kognitionspsychologischen Wissens und kann so immer besser das menschliche Verhalten prognostizieren. Von Soar gibt es mittlerweile auch einige kommerzielle Anwendungen. Neben Soar gibt es noch viele weitere, bekannte kognitive Architekturen  (z. B. ACT-R und EPIC).

## Veröffentlichungen (Auswahl)
- An example of human chess play in the light of chess playing programs. Carnegie Mellon University, Pittsburgh 1964
- On the analysis of human problem solving protocols. Carnegie Mellon University, Pittsburgh 1966
- mit George W. Ernst: GPS: a case study in generality and problem solving. Academic Press, New York 1969
- mit Herbert A. Simon: Human Problem Solving. Prentice-Hall, Englewood Cliffs 1972
- Productions systems: models of control structures. Carnegie Mellon University, Pittsburgh 1973
- Reasoning, problem solving and decision processes: the problem space as a fundamental category. Carnegie Mellon University, Pittsburgh 1979
- The knowledge level. Carnegie Mellon University, Pittsburgh 1981
- mit Stuart K. Card und Thomas P. Moran: The Psychology of Human-Computer Interaction, 1983
- Two Soar studies: toward chunking as a general learning mechanism. Carnegie Mellon University/Department of Computer Science, 1985
- Unified theories of cognition. Harvard University Press, Cambridge 1990